# Schnepfenburg (Friedrichsdorf)
Die Schnepfenburg, auch Alte Burg oder Schneppenburg genannt, ist eine abgegangene mittelalterliche Motte (Turmhügelburg) am nördlichen Rand von Friedrichsdorf im Hochtaunuskreis in Hessen.

## Beschreibung und Geschichte

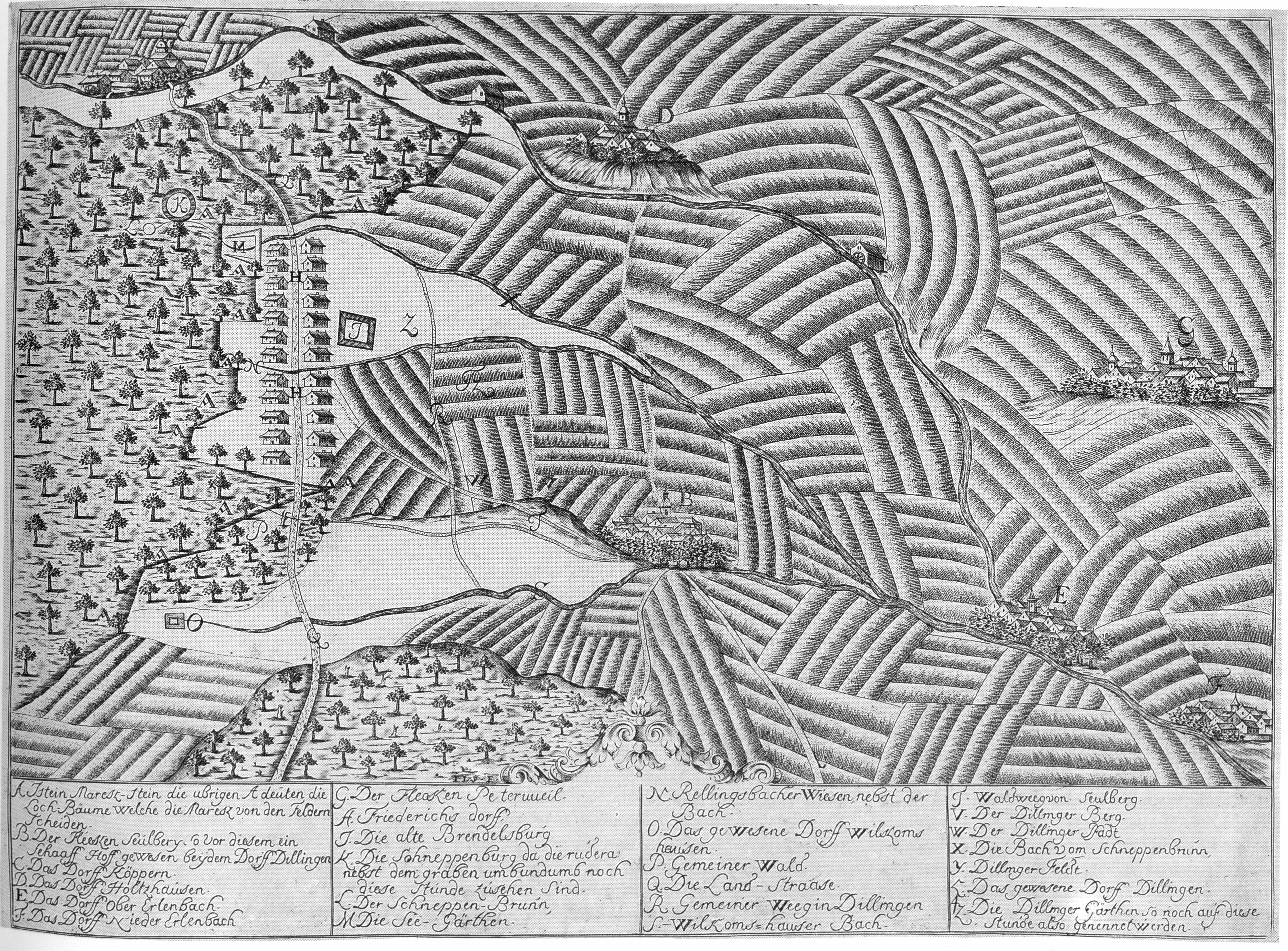
Flurkarte der Seulberger Mark von 1715, mit „K“ ist „Die Schneppenburg da die rudera nebst dem graben umbundumb noch diese Stunde zusehen sind“ gekennzeichnet

Die Namensgebung geht auf die Quelle Schnepfenborn zurück, welche für die Wahl der Anlage bedeutsam war. Der Erdwall ist rund mit 58 Metern Durchmesser. Die Wälle an sich sind 10 Meter breit und 2 Meter hoch. Der Graben ist ebenso 10 Meter breit und 2 Meter tief. Der Burgstall liegt im Ausgang einer Mulde, deren Gewässer einst den Schanzengraben füllte. Zur Burg gehörte eine talseitig gelegene Wirtschaftsanlage, die nicht mehr erhalten ist. Die Schnepfenburg wurde nach ihrer Eroberung im Dreißigjährigen Krieg vollkommen zerstört.

## Folgenutzung
Der Bereich blieb unbesiedelt, erst 1804 wurde westlich der Schnepfenburg der Ort Dillingen („Schnepfenberg“) von Landgraf Friedrich V. von Hessen-Homburg gegründet, von Friedrichsdorf durch die südlich (unterhalb) gelegene Alte Grenzstraße abgegrenzt, mit der ein Teil des Nordgrabens überbaut ist.
1873 bis 1937 hatte die Landgrafensäule ihren Platz an der Schnepfenburg.
Bis auf das freie Feld auf der Nordwestseite entstanden seit dem Ende des Zweiten Weltkriegs rundum Wohnhäuser. Die Schnepfenburg selbst befindet sich in einem Wäldchen. Heute steht am talseitigen Rand des Walls, wo der Schnepfenbach abfließt, ein Aussichtspavillon. Der zur Innenstadt und zur Hugenottenstraße gewandte Blick ist jedoch vollständig zugewachsen und verbaut.

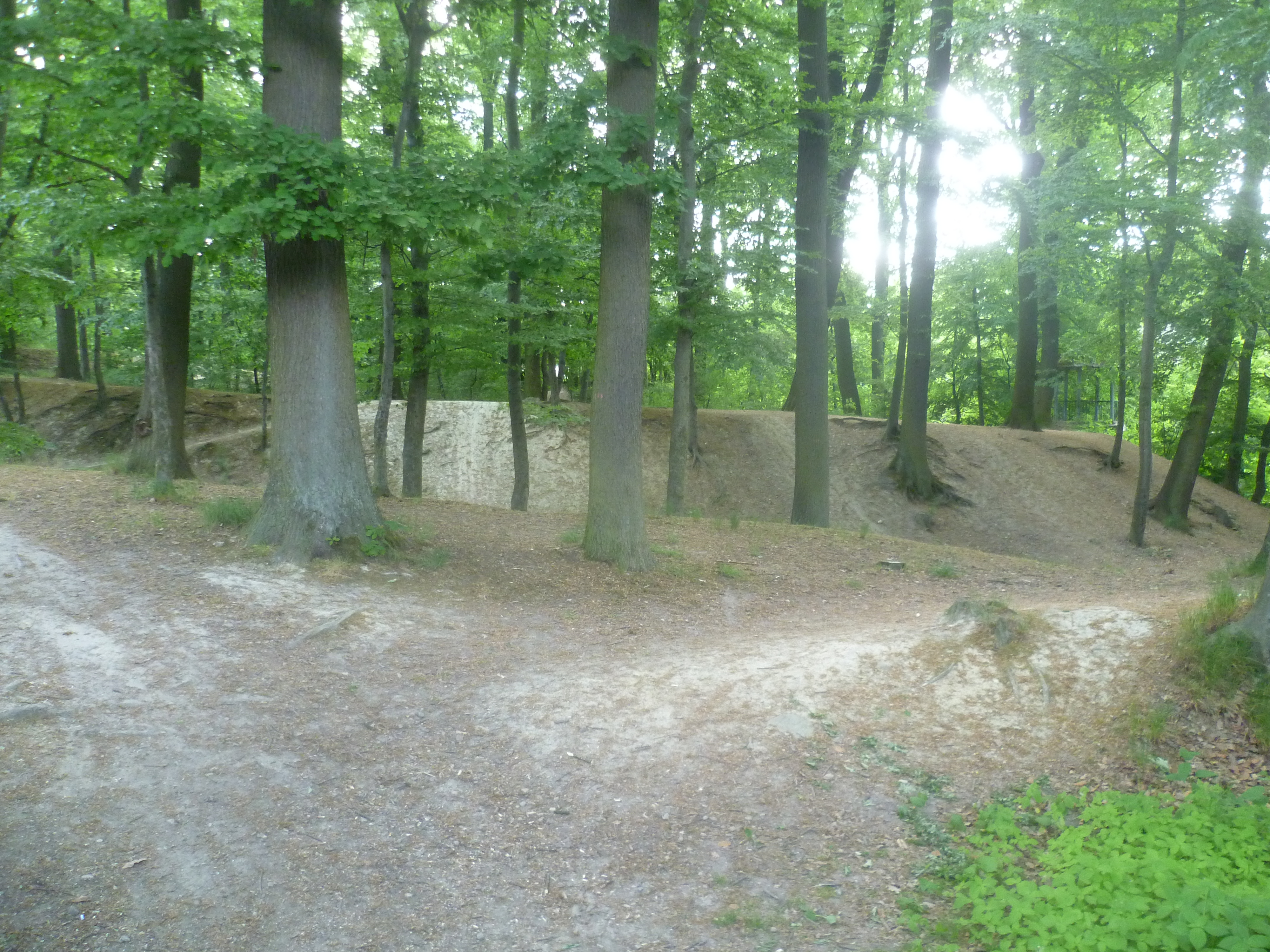
Blick von Südwesten mit Pavillon
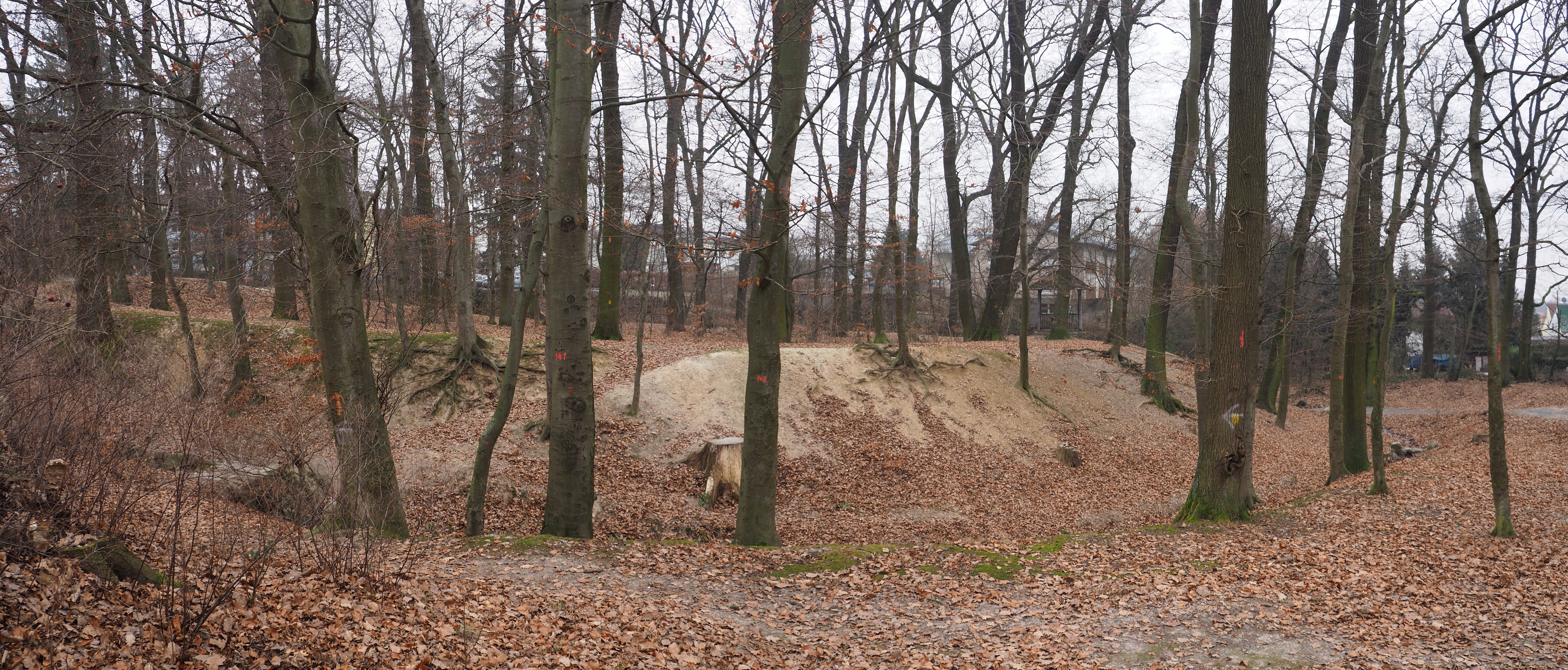
Blick von Südwesten
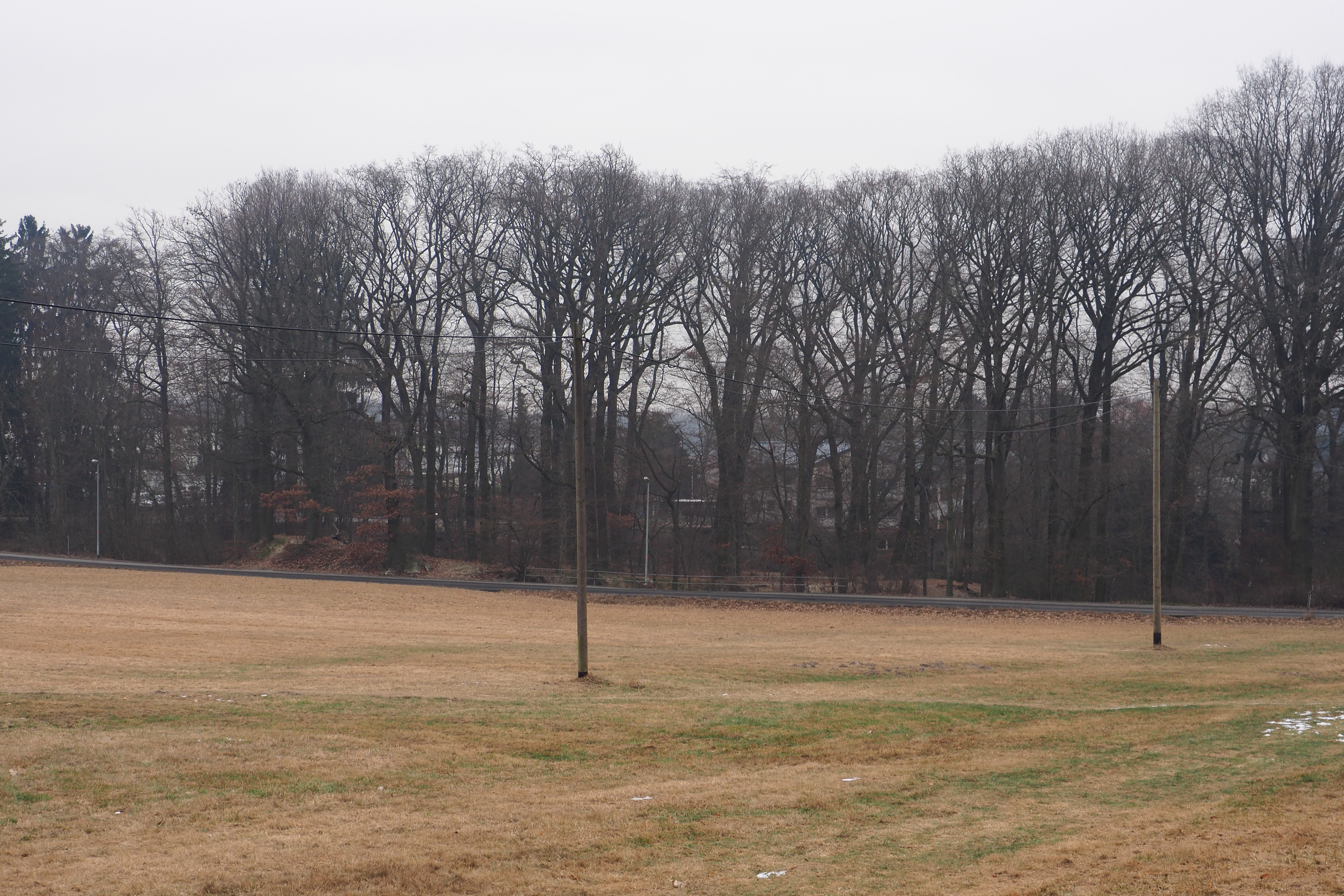
Blick von Nordwesten

## Denkmalschutz
Der Bereich der Wallanlage ist ein Bodendenkmal nach dem Hessischen Denkmalschutzgesetz. Nachforschungen und gezieltes Sammeln von Funden sind genehmigungspflichtig, Zufallsfunde an die Denkmalbehörden zu melden.

## Einzelbelege
1. ↑  Dillingen - ehemaliger Ortsteil von Friedrichsdorf